# Február 2.
Február 2. az év 33. napja a Gergely-naptár szerint. Az évből még 332 (szökőévekben 333) nap van hátra.
Névnapok: Aida, Karolina + Adna, Apor, Aporka, Bodó, Brúnó, Brútusz, Johanna, Manyi, Maréza, Mari, Mária, Mariella, Marinka, Marion, Marióra, Mariska, Milli, Mimi, Miriam, Mirjam, Opika, Teofánia, Tifani, Virgínia

## Események

### Politikai események
- 0962 – XII. János pápa Rómában megkoronázza I. Ottót, az első német-római császárt.
- 1344 – Károly Róbert magyar király fia András calabriai herceg I. Johanna nápolyi királynő férjeként a Nápolyi Királyság társuralkodója lesz.
- 1848 – Az Egyesült Államok és Mexikó között Guadalupe Hidalgo városában megkötött szerződés lezárja az 1846 óta tartó mexikói háborút.
- 1878 – Görögország háborút indít az Oszmán Birodalom ellen.
- 1913 – Ulánbátorban Mongólia és Tibet képviselői aláírják a két ország közötti barátsági és szövetségi szerződést.
- 1920 – Észtország és Szovjet-Oroszország aláírja a tartui békeszerződést(wd).[1]
- 1933 – Adolf Hitler feloszlatja a német parlamentet.
- 1943 – Véget ér a sztálingrádi csata, a 6. német hadsereg megadja magát.
- 1957 – Kádár János salgótarjáni beszédében Nagy Imrét ellenforradalmi felkelés szításával vádolja és árulónak nevezi.
- 1971 – Egy puccsot követően Milton Obote helyett Idi Amin lesz Uganda elnöke.
- 1971 – Elfogadják a Ramsari egyezményt; február 2. ennek tiszteletére lesz a vizes élőhelyek napja.
- 1974 – VI. Pál pápa Lékai László címzetes püspököt kinevezi esztergomi apostoli kormányzóvá.
- 1989 – Az afganisztáni háború után az utolsó szovjet hadtest is elhagyja Kabult.
- 2008 – Heves harcok törnek ki a csádi kormányerők és lázadó fegyveresek között N’Djamena közelében, majd a lázadó fegyveresek betörnek a fővárosba és körülzárják az elnöki palotát. Az Afrikai Unió elnöke bejelenti, hogy a szervezet mindaddig kizárja Csádot tagjai sorából, míg a demokratikus rend helyre nem áll.
- 2008 – Az amerikai haderő tévedésből kilenc iraki civilt öl meg Bagdadtól 50 km-re délre fekvő Iskandariyah közelében.
- 2024 – Kitör a Novák Katalin kegyelmezési ügye miatti felháborodás, miután kiderül, hogy Novák Katalin, Magyarország köztársasági elnöke kegyelmet adott a bicskei gyermekotthon egykori igazgatóhelyettesének, Kónya Endrének.

### Tudományos és gazdasági események
- 1848 – A kaliforniai aranyláz: San Franciscóba érkezik az első kínai emigránsokat szállító hajó.

### Sportesemények
- 2003 – Férfi kézilabda világbajnokság, Portugália - Győztes Horvátország

### Egyéb események
- 1653 – Nieuw Amsterdam (a későbbi New York) megalapítása.
- 1939 – A veszprémi 3/3. „Sárga Vihar” bombázórepülő-századának – Debrecenből Veszprémbe történő repülése során Jászberénynél – egyik Ju-86-os gépe lezuhan. A pilóta és egy fedélzeti lövész repülőhalált hal.
- 2016 – A szomáliai Daallo Airlines Mogadishuból induló járatára egy terrorista laptopba rejtett bombát visz fel magával, amit még az utazómagasság elérése előtt működésbe is hoz. (A gépen keletkezett lyukon csak ő repült ki a halálba, a pilóta sikeres kényszerleszállást hajtott végre.)[2]

## Születések
- 1208 – I. Jakab, Aragónia királya († 1276)
- 1426 – I. Eleonóra navarrai királynő († 1479)
- 1455 – I. János dán király († 1513)
- 1494 – Sforza Bona lengyel királyné († 1557)
- 1568 – Révay Péter magyar főúr, főispán, koronaőr († 1622)
- 1649 – XIII. Benedek pápa († 1730)
- 1700 – Johann Christoph Gottsched német író, dramaturg és irodalomtudós († 1766)
- 1711 – Wenzel Anton Eusebius von Kaunitz osztrák diplomata († 1794)
- 1714 – Gottfried August Homilius német zeneszerző († 1785)
- 1716 – Ernst Gideon von Laudon osztrák hadvezér († 1790)
- 1754 – Charles-Maurice de Talleyrand francia politikus, diplomata († 1838)
- 1829 – Alfred Brehm német zoológus († 1884)
- 1849 – Hviezdoslav szlovák költő († 1921)
- 1857 – Hollósy Simon magyar festőművész († 1918)
- 1858 – Komjáthy Jenő magyar költő († 1895)
- 1874 – Szakovics József a magyarországi szlovének nyelvének ápolója és védője († 1930)
- 1875 – Fritz Kreisler osztrák hegedűművész († 1962)
- 1882 – James Joyce ír származású angol nyelvű író, költő († 1941)
- 1883 – Szőke Szakáll magyar színész, kabarészerző († 1955)
- 1884 – Józef Turczyński lengyel zongoraművész, zenepedagógus, Chopin műveinek kiadója († 1953)
- 1885 – Mihail Vasziljevics Frunze orosz tábornok, bolsevik forradalmár († 1925)
- 1893 – Lánczos Kornél magyar matematikus, fizikus († 1974)
- 1896 – Gergely Sándor magyar író, újságíró († 1966)
- 1896 – Kazimierz Kuratowski lengyel matematikus, az MTA tagja († 1980)
- 1897 – Döbrentey Gábor magyar festőművész, restaurátor († 1990)
- 1901 – Jascha Heifetz litván származású hegedűművész († 1987)
- 1903 – Bartel Leendert van der Waerden holland matematikus († 1996)
- 1908 – Bertie Bradnack brit autóversenyző († 1989)
- 1912 – Millvina Dean a Titanic legtovább élt túlélője († 2009)
- 1912 – Kollár Ferenc jezsuita szerzetes († 1978)
- 1915 – Abba Eban izraeli diplomata, külügyminiszter († 2002)
- 1920 – George Tichenor amerikai autóversenyző († 1989)
- 1921 – Puja Frigyes politikus, magyar külügyminiszter († 2008)
- 1926 – Valéry Giscard d'Estaing francia politikus, köztársasági elnök († 2020)
- 1927 – Stan Getz amerikai jazz-zenész († 1991)
- 1929 – Věra Chytilová cseh filmrendező († 2014)
- 1937 – Martina Arroyo afroamerikai opera-énekesnő
- 1937 – Tony Shelly új-zélandi autóversenyző († 1998)
- 1942 – Graham Nash angol zenész
- 1943 – Ribár Éva magyar színésznő († 2007)
- 1944 – Sir Andrew Davis brit karmester
- 1944 – Lucian Boia román történész
- 1945 – M. Horváth József Jászai Mari-díjas magyar színész, a Gárdonyi Géza Színház örökös tagja († 1999)
- 1947 – Melanie amerikai énekesnő († 2024)
- 1947 – Farrah Fawcett amerikai színésznő († 2009)
- 1948 – Roger Williamson brit autóversenyző († 1973)
- 1948 – Sunyovszky Szilvia Kossuth-díjas magyar színésznő
- 1949 – Brent Spiner amerikai színész
- 1954 – Nagy Anikó Jászai Mari-díjas magyar színésznő, énekesnő
- 1955 – Leszek Engelking lengyel költő, író († 2022)
- 1959 – Hubertus von Hohenlohe német származású mexikói alpesisíző, popénekes és fotóművész
- 1964 – Prókai Éva magyar színésznő
- 1967 – Anthony Hardwood magyar születésű amerikai pornószínész
- 1977 – Shakira kolumbiai énekesnő
- 1987 – Gerard Piqué spanyol labdarúgó
- 1989 – Colin Daniel angol labdarúgó
- 1990 – Menczel Andrea magyar színésznő
- 1996 – Paul Mescal ír színész

## Halálozások
- 1124 – I. Bořivoj cseh fejedelem (* 1046 k.)
- 1250 – X. Erik svéd király (* 1216)
- 1435 – II. Johanna nápolyi királynő (* 1373)
- 1594 – Giovanni Pierluigi da Palestrina itáliai zeneszerző (* 1525 vagy 1526)
- 1660 – Gaston orléans-i herceg (* 1608)
- 1769 – XIII. Kelemen pápa (* 1693)
- 1789 – Armand-Louis Couperin francia zeneszerző, orgonista, csembalóművész (* 1727)
- 1802 – Bajzáth József veszprémi püspök, alkancellár (* 1720)
- 1826 – Jean Anthelme Brillat-Savarin francia gasztronómus, író, politikus (* 1755)
- 1842 – Bölöni Farkas Sándor író, műfordító, utazó, művelődésszervező, az MTA levelező tagja. (* 1795)
- 1871 – Báró Eötvös József író, miniszter, a Magyar Tudományos Akadémia elnöke (* 1813)
- 1907 – Dmitrij Ivanovics Mengyelejev orosz kémikus (* 1834)
- 1920 – Szinyei Merse Pál magyar festőművész (* 1845)
- 1932 – Árkay Aladár magyar műépítész, iparművész, festőművész (* 1868)
- 1946 – Törzs Jenő magyar színművész (* 1887)
- 1954 – Enrico Plate olasz autóversenyző (* 1909)
- 1960 – Huszka Jenő magyar zeneszerző (* 1875)
- 1963 – Demel Aladár magyar ügyvéd, országgyűlési képviselő († 1887)
- 1969 – Boris Karloff angol színész (* 1887)
- 1970 – Bertrand Russell walesi származású brit főrend, matematikus, logikus, filozófus, szociológus (* 1872)
- 1977 – Simor Erzsi magyar színésznő (* 1911)
- 1979 – Sid Vicious angol basszusgitáros (* 1957)
- 1980 – Fátyol Mihály prímás, nótaszerző (* 1909)
- 1980 – William Howard Stein Nobel-díjas amerikai biokémikus (* 1911)
- 1983 – Bánhalmi Ferenc atléta, rövidtávfutó, sportvezető (* 1923)
- 1987 – Alistair MacLean skót író (* 1922)
- 1989 – Timár Béla Jászai Mari-díjas magyar színész, rendező (* 1947)
- 1990 – Paul Ariste észt nyelvészprofesszor (* 1905)
- 1992 – Virág Mihály magyar hidrológus, mérnök (* 1947)
- 1996 – Gene Kelly amerikai táncos, színész, filmrendező (* 1912)
- 1999 – Tátrai Vilmos Kossuth-díjas magyar hegedűművész (* 1912)
- 2003 – Gál József világbajnok magyar birkózó (* 1918)
- 2008 – Clifford Hardin amerikai politikus, mezőgazdasági miniszter (* 1915)
- 2008 – Joshua Lederberg Nobel-díjas amerikai mikrobiológus (* 1925)
- 2014 – Izsmán Nelly magyar énekesnő, revütáncos (* 1943)
- 2014 – Karl Erik Bøhn norvég kézilabdázó, edző (* 1965)
- 2014 – Philip Seymour Hoffman Oscar-díjas amerikai színész és színházi rendező (* 1967)
- 2015 – Bitskey Tibor Kossuth-díjas magyar színművész, a nemzet színésze (* 1929)
- 2022 – Monica Vitti olasz színésznő (* 1931)
- 2024 – Vitézy László Kossuth- és Balázs Béla-díjas magyar producer, forgatókönyvíró, filmrendező, érdemes és kiváló művész (* 1940)

## Ünnepek, emléknapok, világnapok

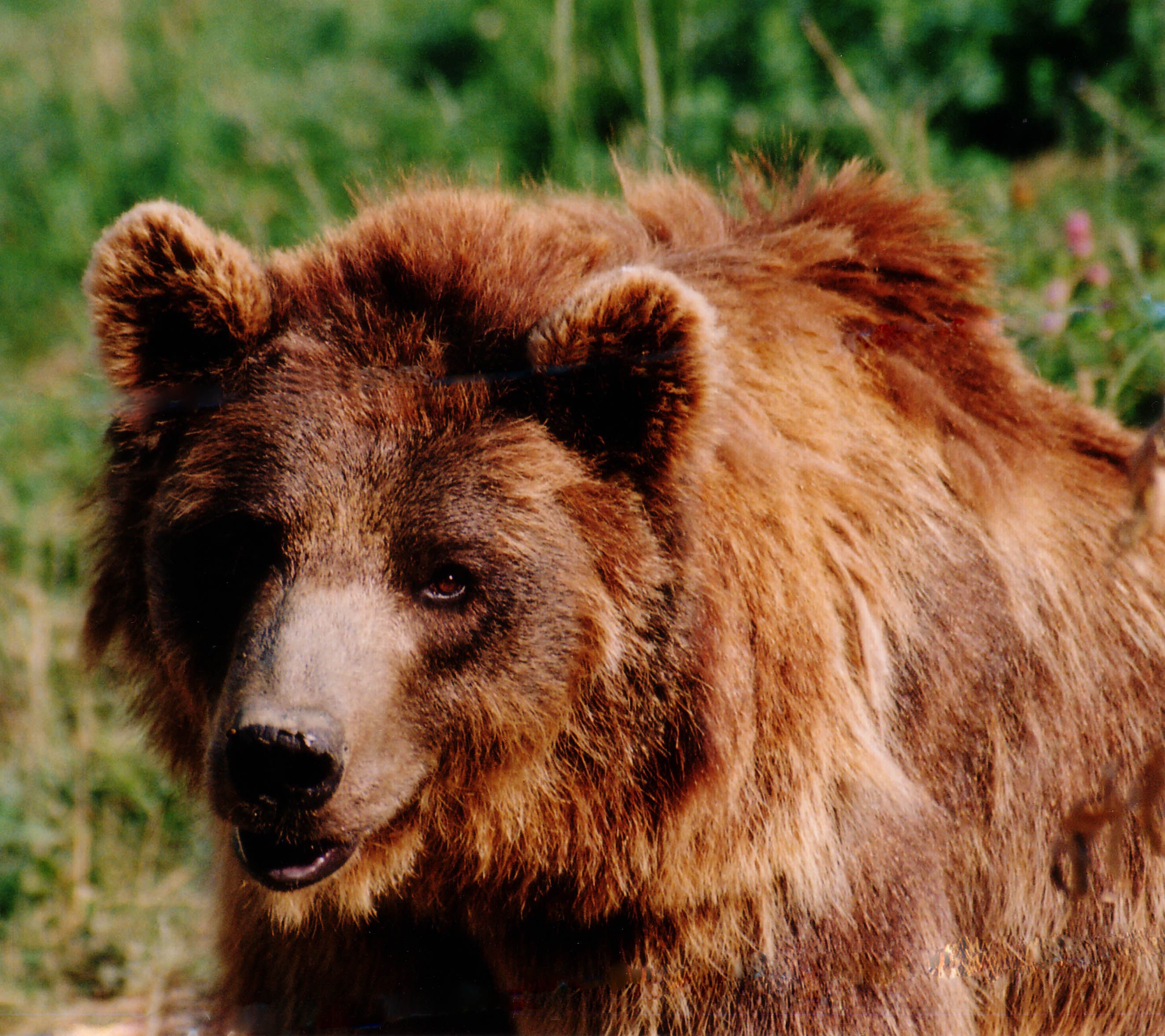
A barna medve, gyertyaszentelő kedvelt „időjósa”

- Gyertyaszentelő Boldogasszony ünnepe a katolikus egyházban: e napon a katolikus templomok körül sok helyen körmenetet tartanak, és közben zsoltárokat énekelnek. Ilyenkor kerül sor a gyertyaszentelésre is. A hagyományos néphit szerint a pap által megszentelt gyertya megvédi a gonosz szellemektől a csecsemőket, a betegeket, a halottakat.
  - Gyertyaszentelő és a tavaszjóslatok: Az európai hagyomány szerint ha a barna medve - egyes helyeken a borz - gyertyaszentelő napján, február 2-án kijön az odvából és meglátja az árnyékát, akkor visszabújik és alszik tovább, mert hosszú lesz a tél. Ha viszont borús idő van, akkor kint marad, mert rövidesen jön a tavasz. Az északolasz népi szólásokban e napon a medve mellett a farkas is „időjósként” jelent meg.[3] Észak-Amerikában pedig az újkori bevándorlók az ott élő erdei mormotát tették a február 2-ai népi hiedelem tárgyává, olyannyira, hogy ez a nap „az erdei mormota napjaként” (Groundhog Day) is ismert. Ezeket a hiedelmeket a meteorológusok nem igazolják.[4] A különböző vadállatok összekapcsolása a tavasz várásával ősi pogány ünnepekre nyúlik vissza. Február 14-ére esett az ókori rómaiaknál a Lupercalia ünnepe,[5] amikor a természet rituális megtisztulását és a rómaiak totemisztikus farkasősét ünnepelték. Máshol, például Franciaország területén a medve játszott hasonló szerepet a közelgő tavasz ünneplésében. A kereszténység hivatalos vallássá emelése után a Lupercalia ünnep helyére, február 14-ére a Gyertyaszentelő Boldogasszony vagy másképp Szűz Mária megtisztulásának ünnepe került. Ez a karácsony utáni 40. napra esett, mivel a zsidó hagyomány szerint a szülő nő negyven nap alatt tisztult meg. Az 5. századtól a római pápa a karácsonyt az addigi január 6-áról december 25-ére, Mária megtisztulásának napját pedig február 2-ára helyezte át. A korábbi farkas- és medvekultusz emléke azonban a keresztény ünnep napjához kapcsolódva népi jóslatok formájában élt tovább.[6]
- A vizes élőhelyek világnapja. 1971. február 2-án az iráni Ramsar városában fogadták el az ún. Ramsari Egyezményt, amelyben a biológiai sokféleség megőrzése érdekében a kormányok felelősséget vállaltak a vizes élőhelyek védelméért. Az egyezmény az évezred végére már a vizes területek általános védelmére irányuló világkonvencióvá bővült. Magyarország 1979-ben írta alá a dokumentumot, s 2000-ig 19 területet (köztük a Fertő-tavat, a Balatont, a kiskunsági szikes tavakat, a Hortobágy egyes részeit) jelölte a nemzetközi jelentőségű, ún. ramsari területek közé. Az egyezményt aláíró országok száma mára 116-ra emelkedett, s a hatálya alá tartozó vizes terület pedig közel 80 millió négyzetkilométer.
- Szerzetesek világnapja. A katolikus egyház 1997 óta ünnepli ezen a napon II. János Pál pápa kezdeményezésére azt a mintegy egymillió férfit és nőt, akik szerzetesként élik életüket. A magyar katolikus egyház csaknem kilencven szerzetesrendet, 60 női és 28 férfi rendet tart nyilván.